# Catherine Cessac
Catherine Cessac, née le 19 août 1952 à Bordeaux, est une musicologue française.

## Biographie
Catherine Cessac est directrice de recherche au CNRS. Son domaine de recherche concerne essentiellement la musique française des XVIIe et XVIIIe siècles. Elle lui a consacré plusieurs monographies et catalogues d’auteurs, enfin un grand nombre d’éditions critiques essentiellement consacrées à l’œuvre de Marc-Antoine Charpentier. Par la suite, elle a mis en place d’autres champs de compétence, comme celui de la bibliographie matérielle, avec pour principal objet le corpus exceptionnel des manuscrits autographes de Charpentier, et a développé une démarche pluridisciplinaire (milieu et mécénat de la duchesse du Maine).
En 1989, elle a fondé le Bulletin de la Société Marc-Antoine Charpentier (20 numéros parus). Depuis 2008, le Bulletin Charpentier paraît sur Internet.  
La même année, elle a la responsabilité de la Monumentale Charpentier aux éditions du CMBV. Elle a aussi dirigé de 2003 à 2008 l’édition intégrale de la musique instrumentale de Charpentier (9 vol.) aux éditions La Sinfonie d’Orphée à Tours. 
Elle a enseigné notamment à l’Université de Reims (1996-1998), à l’École Normale Supérieure, Boulevard Jourdan à Paris (1999-2000), à l’École Centrale d’ingénieurs de Paris (2001-2015) et a été nommée en 2007 professeur associé de l’Université Laval de Québec (Canada). 

Ses travaux de recherche s’accompagnent d’actions de valorisation, la plus importante ayant consisté en la responsabilité scientifique et artistique du tricentenaire de la mort de Charpentier, inscrit à l’ordre des célébrations nationales : site Marc-Antoine Charpentier, Musicien du Baroque  programmation artistique, exposition documentaire Marc-Antoine Charpentier D’un Siècle à l’Autre (1704-2004), création d’une rose « Marc-Antoine Charpentier ».

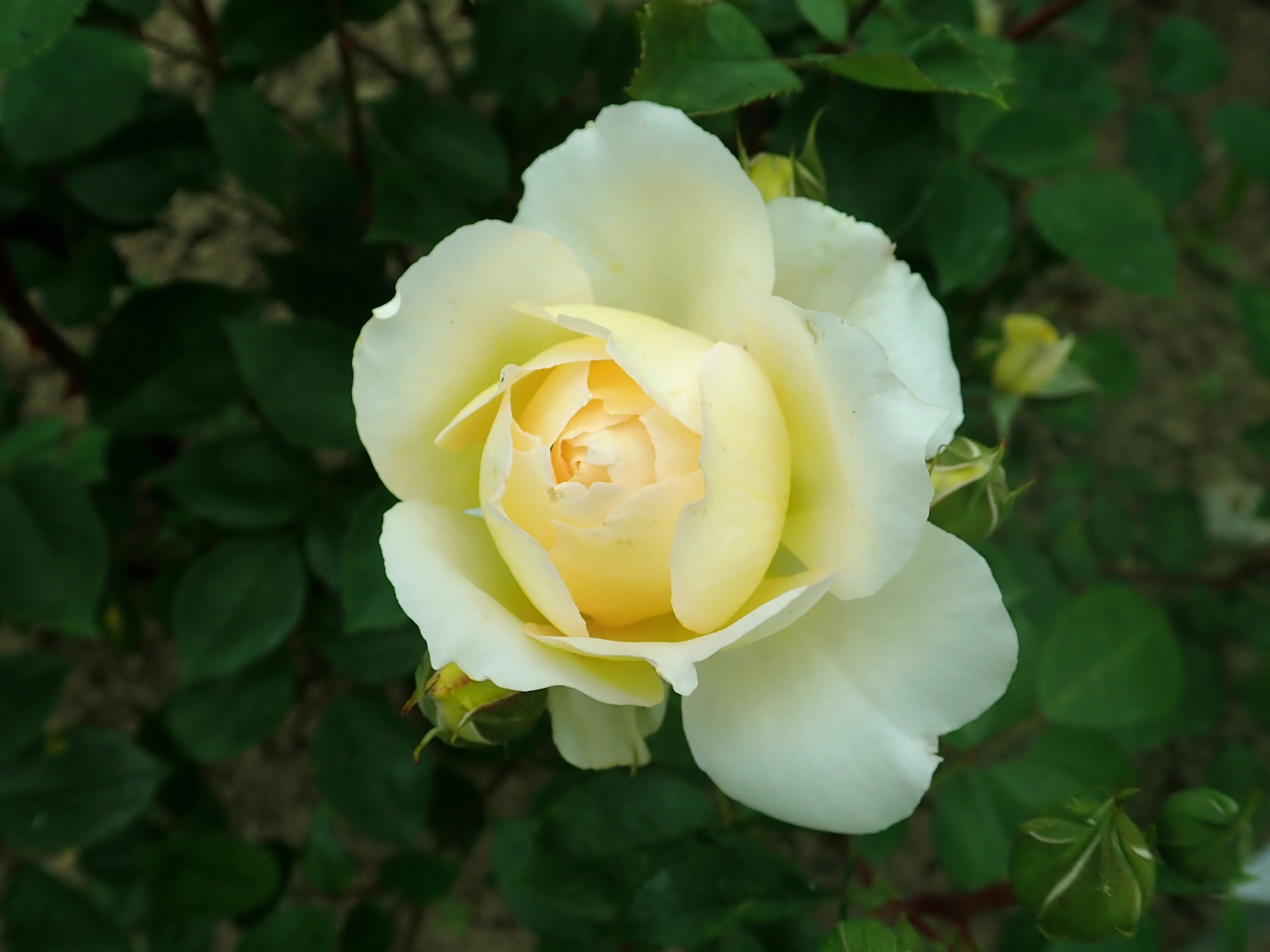
Rosier Marc-Antoine Charpentier Créations parfumées Guillot générosa®

## Publications (livres)
- Marc-Antoine Charpentier, Paris, Fayard, 1988[3]. Traduction anglaise, Portland, Oregon, Amadeus Press, 1995.
- Élisabeth Jacquet de La Guerre, une femme compositeur sous le règne de Louis XIV, Arles, Actes Sud, 1995[4]. Réimpression : octobre 2013.
- Nicolas Clérambault, Paris, Fayard, 1998.
- L’œuvre de Daniel Danielis (1635-1696), Catalogue thématique, Paris, Paris, CNRS Éditions, « Sciences de la Musique », 2003.
- Marc-Antoine Charpentier (édition revue et augmentée), Paris, Fayard, 2004.
- Jean-Féry Rebel, 1666-1747, musicien des Éléments, Paris, CNRS Éditions, « Sciences de la Musique », 2007.
- La duchesse du Maine (1676-1753). Entre rêve politique et réalité poétique, Paris, Classiques Garnier, « L’Europe des Lumières », 2016.
- Les Caprices de Ludovise. Un décor retrouvé de l’ancien château de Sceaux (en collaboration avec Dominique Brême), Milan, Silvana Editoriale, 2019.
- Duchesse du Maine, Antoine Houdar de La Motte, Mme de Lambert et Rose de Staal-Delaunay, Lettres, Paris, Classiques Garnier, 2021.

## Direction d’ouvrages
- François Couperin (1668-1733), CMBV, 2000.
- La Duchesse du Maine (1676-1753), une mécène à la croisée des arts et des siècles, co-direction avec Manuel Couvreur et Fabrice Preyat, Études sur le XVIIIe siècle, Éditions de l’Université de Bruxelles, 31, 2003.
- Molière et la musique, Des États du Languedoc à la Cour du Roi Soleil, Montpellier, Les Presses du Languedoc, « Musique et Patrimoine en Languedoc-Roussillon », 2004 (nouvelle édition revue et mise à jour, 2022).
- Marc-Antoine Charpentier, un musicien retrouvé, Sprimont, Mardaga, Études du CMBV, 2005.
- Les manuscrits autographes de Marc-Antoine Charpentier, Wavre, Mardaga, Études du CMBV, 2007.
- Itinéraires d’André Campra (1660-1744), d’Aix à Versailles, de l’Église à l’Opéra, Wavre, Mardaga, Études du CMBV, 2012.
- Les histoires sacrées de Marc-Antoine Charpentier. Origines, contextes, langage, interprétation. Hommage à Patricia M. Ranum, Turnhout, Brepols, « MSRI 1 », 2016.
- Quel texte sous la musique ? Réflection sur l’établissement des textes littéraires dans l’édition française sous le règne de Louis XIV, Turnhout, Brepols, « MSRI 3 »,2022.

## Éditions musicales
- Jean-Fery Rebel, Les Elemens, Paris, Salabert, 1993.
- Marc-Antoine Charpentier, Magnificat (H.78), Paris, Salabert, 1993.
- Marc-Antoine Charpentier, Dixit Dominus (H.204), Paris, Salabert, 1995.
- Marc-Antoine Charpentier, Beatus vir qui timet Dominum (H.208), Paris, Salabert, 1995.
- Marc-Antoine Charpentier, Confitebor tibi... in concilio (H.225), Paris, Salabert, 1995.
- Marc-Antoine Charpentier, Le Sacrifice d’Abraham (H.402), « Monumentales I.1.3 », Éditions du CMBV, 1995.
- Marc-Antoine Charpentier, Messe à 4 voix, 4 violons, 2 flûtes et 2 hautbois pour Mr Mauroy (H.6), Messe de minuit à 4 voix, flûtes et violons pour Noël (H.9), Messe des morts à 4 voix et symphonie (H.10), « Monumentales I.2.2 », Éditions du CMBV, 1997.
- Marc-Antoine Charpentier, Te Deum (H.146), Éditions du CMBV, 1997.
- Marc-Antoine Charpentier, Le Reniement de Saint Pierre (H.424), Éditions du CMBV, 1997.
- Marc-Antoine Charpentier, Dialogus inter angelos et pastores Judæe (H.420), Éditions du CMBV, 1997.
- Marc-Antoine Charpentier, Motet pour les trépassés (H.311), Éditions du CMBV, 1997.
- Nicolas Clérambault, Le Triomphe d’Iris (C.28) (en collaboration avec G. Geay), Éditions du CMBV, 1998.
- Nicolas Clérambault, Afferte Domino (C.147) (en collaboration avec G. Geay), Éditions du CMBV, 1998.
- Nicolas Clérambault, Te Deum à grand chœur (C.138) (en collaboration avec G. Geay), Éditions du CMBV, 1998.
- Nicolas Clérambault, Petits motets pour voix d’hommes, Éditions du CMBV, 2000. : vol. 1 O deliciis affluens (C.109), Germinavit radix Jesse (C.124) ; vol. 2 O piissima, o sanctissima mater (C.135), Magnificat (C.136); vol. 3 Sub tuum præsidium (C.104), Cantemus Domino (C.110) ; vol. 4 Exultet omnium (C.112), Panis angelicus (C.131), Domine salvum (C.152) ; vol. 5 Laudate mulieremfortem (C.115), Monstra te esse matrem (C.132) ; vol. 6 Salve Regina (C.114), Laudate in tuba Sulpicium (C.148) ; vol. 7 Ecce panis angelorum (C.156), Domine salvum (C.157), Domine salvum (C.158).
- Marc-Antoine Charpentier, Messe (H.1), Messe pour le Port Royal (H.5), Messe des morts à 4 voix (H.7), Messe pour le samedi de Pâques à 4 voix (H.8), « Monumentales I.2.3 », Éditions du CMBV, 2001.
- Marc-Antoine Charpentier, Messe pour les trépassés à 8 (H.2), Messe à 8 voix et 8 violons et flûtes (H.3), Messe à quatre chœurs (H.4), « Monumentales I.2.4 », Éditions du CMBV, 2002.  -
- Marc-Antoine Charpentier, Airs sérieux et à boire, (intégrale) Bulletin de la Société Marc-Antoine Charpentier, no 20, 2003.
- Sébastien de Brossard, Musique instrumentale, Éditions du CMBV, 2005.
- Henry Desmarest, Te Deum, Usquequo Domine, Grands motets de l’Académie des beaux-arts de Lyon, Éditions du CMBV, 2006.
- Marc-Antoine Charpentier, Motets à une et deux voix (H.334, H.242, H.370, H.29, H.257, H.258, H.279, H.247, H.249, H.62, H.243, H.15, H.352, H.69, H.70, H.376, H.268, H.377, H.27, H.361, H.280, H.262, H.245, H.343, H.274, H.266, H.321, H.354, H.31, H.250, H.433, H.238, H.248, H.241, H.71, H.21, H.63, H.22, H.277, H.282, H.297, H.304, H.347, H.315, H.307, H.254, H.426, H.16, H.32, H.32, H.309, H.313, H.375, H.349, H.350, H.359, H.360, H.53, H.17, H.233, H.341, H.374, H.306, H.308, H.310, H.157, H.373, H.357, H.25, H.320), « Monumentales I.4.1 », Éditions du CMBV, 2009.
- Jean-Baptiste Lully, Molière, Les Plaisirs de l’île enchantée/La Princesse d’Élide (1664), Le Grand divertissement royal de Versailles/Georges Dandin (1668), Œuvres complètes de Jean-Baptiste Lully, Hildesheim, Georg Olms Verlag, 2013.
- Marc-Antoine Charpentier, Leçons et répons de ténèbres, I (H.91-119), « Monumentales I.4.5 », Éditions du CMBV, 2017.
- Marc-Antoine Charpentier, Musiques pour les comédies de Molière (H.494, 495, 497, 498), « Monumentales I.8.1 », Éditions du CMBV, 2019.

## Publications numériques

### Catalogues
- Catalogue de l’œuvre de Daniel Danielis (1635-1696) :
  - http://philidor.cmbv.fr/Publications/Catalogues-d-auteur/Catalogue-de-l-aeuvre-de-Daniel-Danielis-1635-1696-edition-revue-et-augmentee, 2011 (édition revue et augmentée du catalogue papier de 2003).
- Catalogue de l’œuvre de Jean-Féry Rebel (1666-1747) :
  - http://philidor.cmbv.fr/Publications/Catalogues-d-auteur/Catalogue-de-l-aeuvre-de-Jean-Fery-Rebel, 2014.
- Catalogue de l’œuvre d’Élisabeth Jacquet de La Guerre (1665-1729) :
  - http://philidor.cmbv.fr/ark:/13681/hylh49a4fbndd4mu0s0a, 2018.
- Espace Marc-Antoine Charpentier :
  - https://cmbv.fr/fr/ressources/ressources-numeriques/publications-numeriques. Ce site regroupe les publications du Bulletin Charpentier (depuis 2008) et la rubrique « Documentation » régulièrement mise à jour : liste des œuvres avec dates, effectifs et localisation des sources, liste des éditions modernes, bibliographie des écrits sur Charpentier et discographie.

### Vidéos
- Marc-Antoine Charpentier, un automne musical à Versailles  
  - https://www.youtube.com/watch?v=KPACIFzXCEw
- La duchesse du Maine en compagnie
  - https://www.bnf.fr/fr/mediatheque/la-duchesse-du-maine-en-compagnie

## Distinctions
- 1988 : Prix de l'Académie Charles Cros (Marc-Antoine Charpentier, Paris, Fayard, 1988)[1]
- 1989 : Premier livre de l'année, Diapason (Marc-Antoine Charpentier, Paris, Fayard, 1988)
- 1995 : Médaille de bronze du CNRS
- 1996 : Prix René Dumesnil, Académie des Beaux-Arts (Élisabeth Jacquet de La Guerre, une femme compositeur sous le règne de Louis XIV, Arles, Actes Sud, 1995)
- 1996 : Prix des Muses, Mention spéciale du jury (Élisabeth Jacquet de La Guerre, une femme compositeur sous le règne de Louis XIV, Arles, Actes Sud, 1995)
- 1998 : Chevalier de l'ordre des Arts et des Lettres
- 2005 : Officier de l'ordre des Arts et des Lettres
- 2011 : Chevalier de La Légion d'Honneur
- 2013 : Prix des Muses, Prix du Patrimoine (Itinéraires d'André Campra (1660-1744), d'Aix à Versailles, de l'Église à l'Opéra, Wavre, Mardaga, Études du Centre de Musique Baroque de Versailles, 2012)